# Orel Haastův
Orel Haastův (Aquila moorei) je vyhynulý druh orla z Nového Zélandu. Jde o vůbec největšího orla všech dob. Podle odhadů samice vážily okolo 14 kg, případně až 17,8 kg, zatímco menší samci měli kolem 10 kg. Rozpětí křídel dosahovalo asi 2,6 m, u největších jedinců snad až ke 3 m. Orel Haastův se vyskytoval pouze na Jižním a Stewartově ostrově, na Severním ostrově doložen nebyl. Veškeré znalosti o něm jsou založeny na nálezech kosterních pozůstatků, v některých směrech poskytuje vodítko i maorská ústní tradice.
Nejbližším příbuzným orla Haastova je patrně orel malý (Hieraaetus morphnoides). Jejich společný předek doletěl na Nový Zéland z Austrálie někdy ve středním pleistocénu. Tělo původně asi 1 kg vážícího dravce se začalo velmi rychle zvětšovat, jelikož na Novém Zélandu našel dostatečné množství potravy v podobě ptáků moa. K lovu mu dobře sloužily jeho mohutné nohy opatřené silnými pařáty a dlouhými drápy. Orel Haastův vyhynul zhruba v době, kdy Polynésané vyhubili všechny moa (polovina 15. století), i když v některých izolovaných oblastech mohl přežít ještě o něco déle.

## Systematika
Orla Haastova poprvé vědecky popsal novozélandský badatel a zakladatel Muzea Canterbury Julius von Haast v roce 1872. Haast svůj popis založil na analýze kosterních pozůstatků, které nalezl preparátor Muzea Canterbury Frederick Richardson Fuller v močálech statku Glenmark v severním Canterbury. Haast nově popsaný druh pojmenoval jako Harpagornis moorei. Druhové jméno odkazuje k majiteli statku Georgi Henrymu Mooreovi (1812–1905), jenž byl Haastův přítel a v minulosti mu ochotně poskytl přístup a pomoc při jeho vědeckých aktivitách na svém statku.

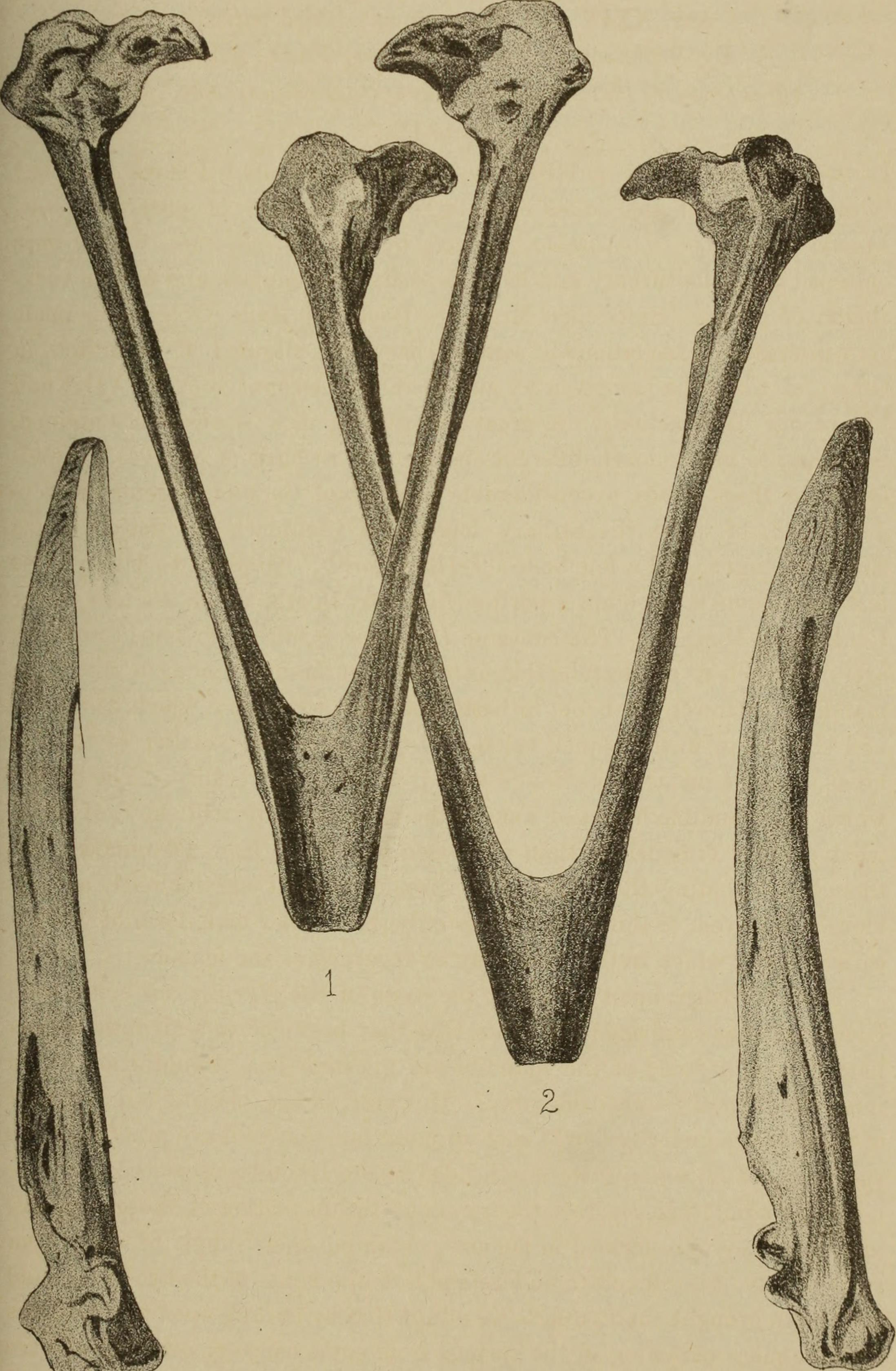
Náčrtky kostí orla Haastova (1880)

Orel Haastův se původně řadil do rodu Harpagornis. Analýza z roku 1994 však seznala, že orel Haastův je blízce příbuzný s orlem klínoocasým (Aquila audax), patří tedy do rodu Aquila a měl by nést vědecké jméno Aquila moorei. S přeřazením souhlasila i Novozélandská ornitologická společnost, která jméno Aquila moorei pro orla Haastova přijala ve 4. i 5. vydání svého oficiálního Seznamu ptáků Nového Zélandu vydaného v letech 2010, respektive 2022. Podle studie DNA z roku 2005 však má orel Haastův blíže k australským orlům z rodu Hieraaetus, a orel Haastův by tudíž měl nést název Hieraaetus moorei. Jeho nejbližším příbuzným by mohl být orel malý (Hieraaetus morphnoides). Novozélandská ornitologická společnost však argumentuje tím, že moderní fylogenetické studie zabývající se rody Hieraaetus a Aquila ukazují, že druhy orlů z těchto rodů často nepředstavují monofyletické skupiny, ale spíše sbírku menších kladů na úrovni nižší než rod, čili všechny druhy z obou rodů by měly být zařazeny do rodu Aquila. Sesterský vztah mezi orlem Haastovým a orlem malým potvrdila i genetická studie z roku 2019.

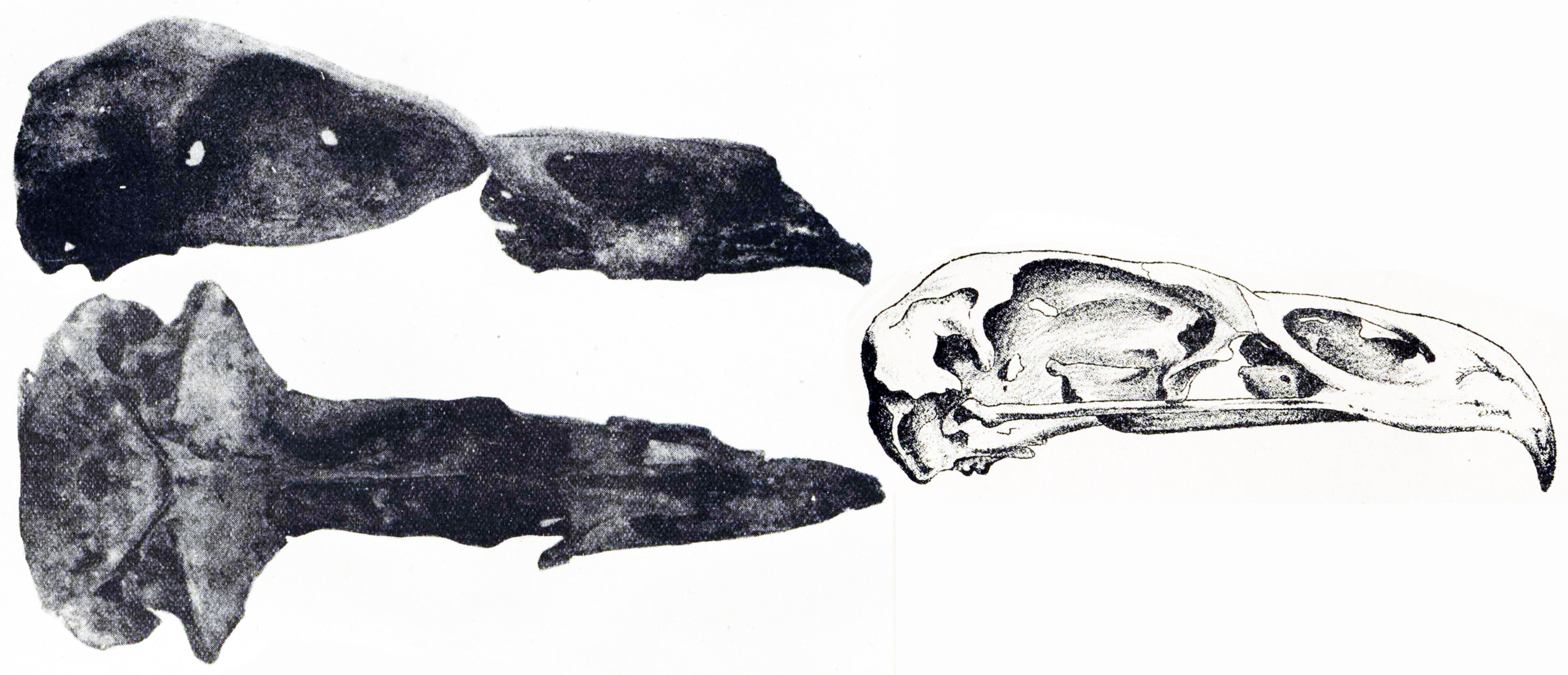
Rekonstrukce lebky (1892/1893)

Podle genetických i morfologických výzkumů prapředek orla Haastova na Nový Zéland doletěl z Austrálie někdy ve středním pleistocénu. Studie z roku 2005 přílet orlů z Austrálie klade do doby před 0,7–1,8 miliony lety, novější studie z roku 2019 upravuje časový interval na 1,41–3,25 milionů let, pravděpodobně 2,22 mya. Orlí kolonizaci Nového Zélandu umožnila změna podnebí na počátku pleistocenních dob ledových, se kterými souviselo významné rozšíření travnatých a křovinatých biotopů, které původním orlům vyhovovaly mnohem více, než hustě zalesněná krajina, která Novému Zélandu dominovala předchozích 20 milionů let. Za zmínku stojí, že do stejného časového období se klade i evoluční počátek některých dalších novozélandských ptáků, kteří na Nový Zéland doletěli z Austrálie v přibližně stejném období. Patří k nim pisila černá (Himantopus novaezelandiae), slípka novozélandská, zástupce krkavcovitých Corvus antipodum nebo moták Circus teauteensis.
Na základě velikosti dnešních orlů malých se vyvozuje, že původní orel, z něhož se vyvinul orel Haastův, měl také pouze kolem 1 kg. V nové domovině s hojností potravy jeho tělo rychle vyrostlo do mnohonásobné velikosti. Podobné případy rychlého tělního růstu neboli ostrovního gigantismu jsou známy u řady jiných ptačích taxonů, avšak u orla Haastova se jedná o unikátní případ v tom, že i přes rychlý růst těla si tento druh zachoval schopnost letu. Deseti až patnáctinásobné zvýšení průměrné hmotnosti těla v poměrně krátkém časovém období představuje vůbec největší a nejrychlejší případ zvýšení tělesné váhy ze všech obratlovců. U australských kukaček z rodu Centropus bylo nicméně prokázáno, že od pleistocénu dochází k zmenšování jejich velikosti, takže nelze zcela vyloučit, že původní předek orla Haastova byl o něco větší než je současný orel malý.

## Popis

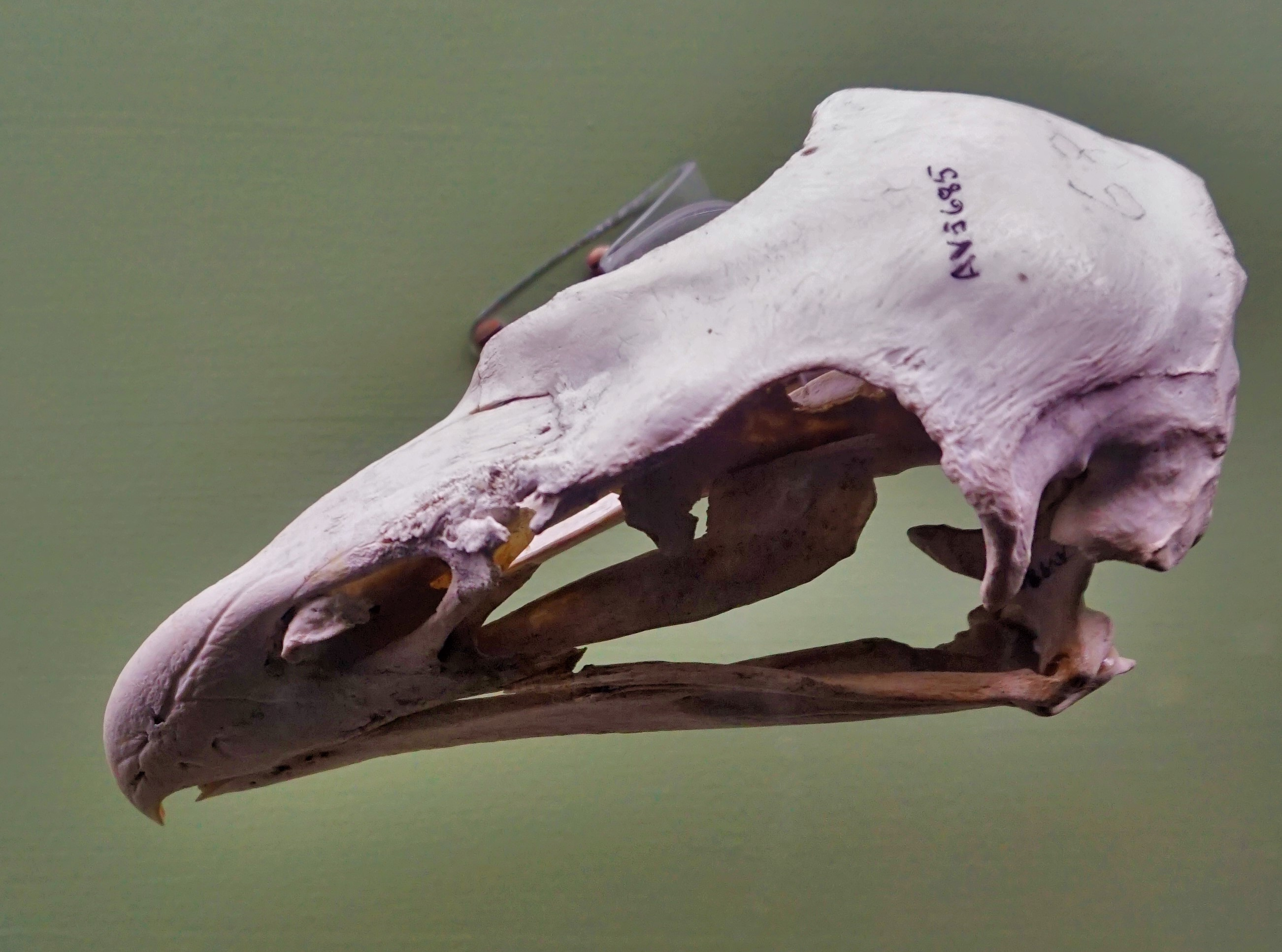
Lebka orla Haastova (ze sbírek Muzea Canterbury)

Orel Haastův představoval největšího známého orla všech dob. Jeho rozpětí křídel dosahovalo 2,6 m, podle některých výpočtů až 3 m. Samice vážily kolem 12,5–14 kg, občas snad až 16,25 kg nebo dokonce 17,8 kg. Délka těla sahala k 1,4 m. Lehčí samci vážili okolo 10 kg. Morfologické studie napovídají, že taková váha se blížila k maximální možné váze ptáka schopného letu. Energeticky nejnáročnější částí letu byl vzlet.
Zobák byl velký a špičatý, avšak ne tak zakřivený jako u jiných orlů. Krátké a statné nohy byly vybaveny dlouhými drápy, z nichž ten nejdelší dosahoval délky okolo 60 mm. Na základě tvaru kostí se vyvozuje, že silné stehenní svaly se hodily spíše pro posedávání na bidle než pro chůzi. George Grey v roce 1872 zaznamenal výpověď místního Maora, který orla Haastova popsal takto:
Naši předkové viděli ptáka Hōkioi [maorské pojmenování orla Haastova]. My jsme ho neviděli. Tento pták již vymizel. Podle výpovědi našich předků to byl mohutný, velmi silný pták. Byl to velmi mohutný dravec. Hřadoval na vrcholcích hor, nikoli na pláních. Naši předkové ho viděli jen v době letu, což nebylo každý den, protože v době odpočinku byl v horách. Jeho barva byla červená, černá a bílá. Jednalo se o ptáka černého opeření s nádechem žluté a zelené; na temenu měl svazek červeného peří. Byl to pták velký jako moa.

## Výskyt

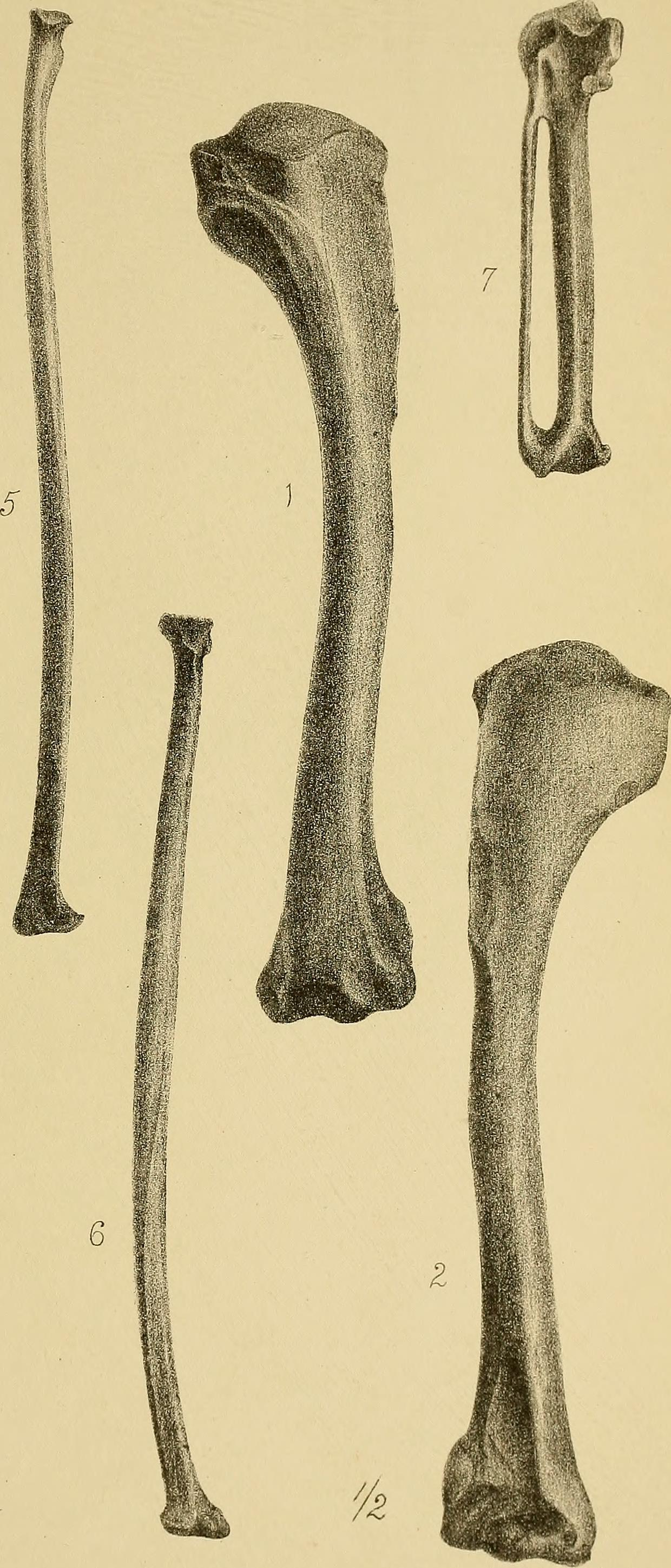
Ilustrace kostí orla Haastova z roku 1873

Orel Haastův býval rozšířen po Jižním ostrově Nového Zélandu, odkud je znám z několika desítek nalezišť. Ze Severního ostrova nepocházejí žádné věrohodné záznamy. Jediný nález ze Stewartova ostrova dokládá jeho přítomnost i na tomto třetím největším novozélandském ostrově. Typickým stanovištěm druhu byla sušší krajina se směsí travnatých, křovinatých a lesních biotopů. Celková populace byla patrně poměrně nízká, snad jen 3000–5000 hnízdních párů.
Areál rozšíření na Jižním ostrově zahrnoval většinu ostrova s výjimkou oblasti Západního pobřeží a Fiordlandu. Koncem pleistocénu se areál rozšíření začal zmenšovat a v holocénu se vyskytoval již pouze v hornatých oblastech na východ od Jižních Alp. Od přelomu pleistocénu a holocénu již existuje pouze jediný nález kosterních pozůstatků v oblasti na západ od Jižních Alp. V době příchodu Polynésanů na Nový Zéland (konec 13. století) se tedy vyskytoval pouze v hornatých oblastech, což potvrzuje i maorská ústní tradice, ve které je orel Haastův vždy spojován s horami.

## Biologie a chování
Drtivá většina dostupných informací o orlu Haastovu pochází z kosterních pozůstatků, které byly nalezeny hlavně v močálech a jeskyních. Jedná se o nejméně 78 jedinců z alespoň 50 lokalit. Orel Haastův byl na Jižním ostrově až do svého vyhynutí vrcholovým predátorem. Na Severním ostrově tuto roli zastával moták Circus teauteensis. S výjimkou několika druhů letounů a mořských savců se na novozélandské pevnině kdysi nevyskytovali žádní savci. Všichni novozélandští draví ptáci se tak přirozeně specializují na lov ptáků, což je jediná větší, celoročně dostupná kořist. Orel Haastův nebyl výjimkou. Jeho specializací byli ptáci moa, což byli obří nelétaví ptáci, kteří představují další názorný příklad ostrovního gigantismu. Orel Haastův dokázal ulovit i ty největší zástupce moa o váze kolem 200 kg. Podle otisků drápů v kostech ptáků moa lze vyvodit, že jeho lovecká technika spočívala v přistání na hřbetní části moa, kde se zaryl drápy do pánve a šíje, které rozdrápal. Odhaduje se, že při lovu se řítil na kořist rychlostí až 80 km/h. Vzhledem k silným nohám a relativně krátkým křídlům se má za to, že vyhlížel kořist z vysoko položeného bidla spíše než z okružních plachtících letů nad krajinou.

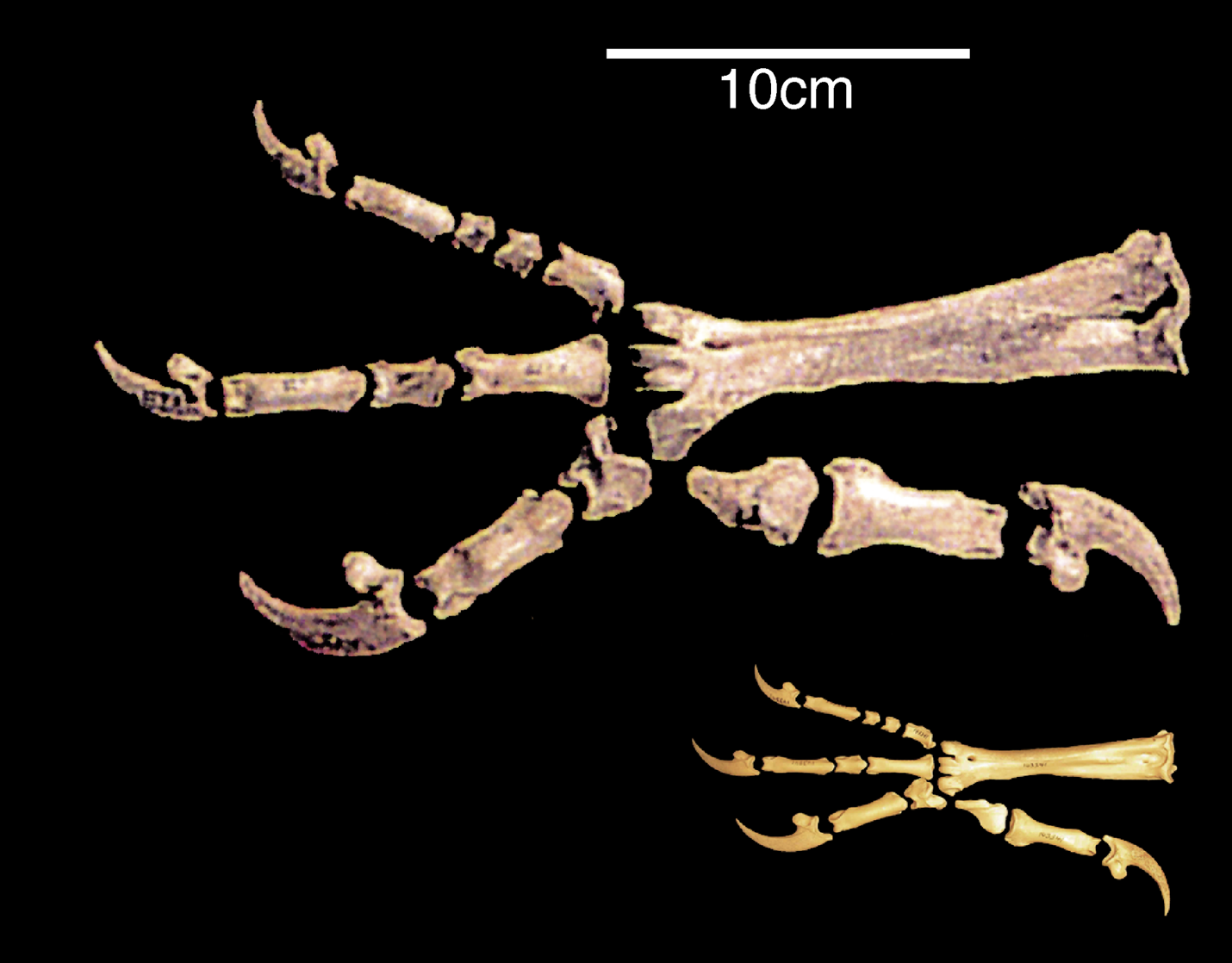
Srovnání nohy orla Haastova a jeho nejbližšího příbuzného orla malého (Hieraaetus morphnoides)

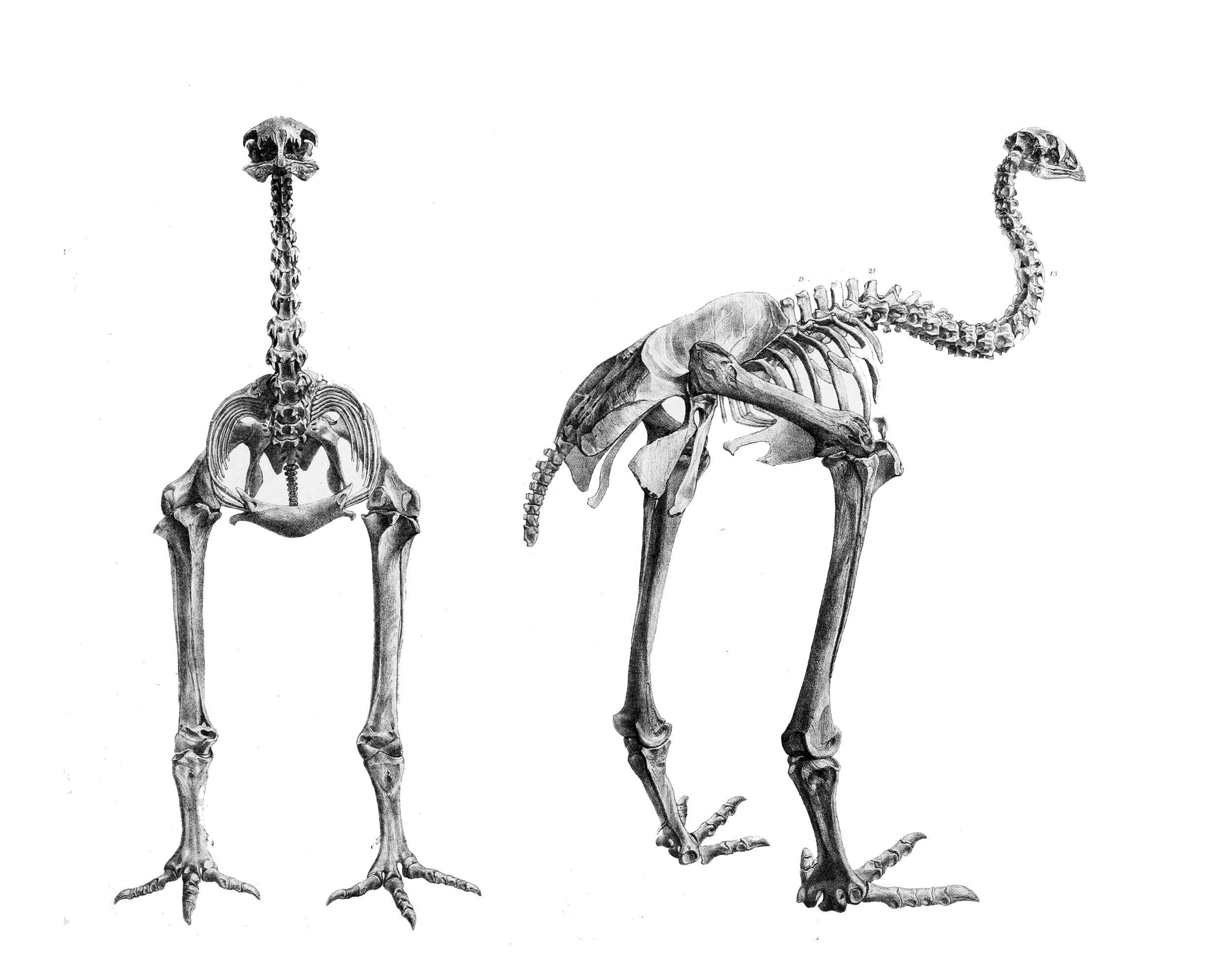
Kostra Anomalopteryx didiformis, nejmenšího zástupce ptáků moa, který i tak vážil kolem 30 kg

Řada autorů včetně Julia von Haasta upozorňovala na to, že zobák orla Haastova se svým tvarem spíše podobá zobáku kondora než orla. To v minulosti vzbudilo mezi vědci debatu o tom, zda byl orel Haastův skutečně aktivní lovec a zda se neživil pouze mršinami podobně jako kondoři. Modernější autoři již souhlasí v tom, že se jednalo o aktivního lovce, o čemž svědčí mj. viditelné zářezy pařátů v pánevních a dalších kostech ptáků moa. Na orla nezvyklý tvar zobáku je vysvětlován unikátní kombinací selekčních tlaků. Typičtí orli se totiž živí kořistí, která je relativně malá, avšak orel Haastův lovil nezvykle velkou kořist, na jejíž zpracování se mu vyvinul zobák tvarem podobný zobáku kondorů, kteří také požírají především kořist větší než oni sami. I ten nejmenší druh moa Anomalopteryx didiformis míval kolem 30 kg a orel Haastův tedy takřka vždy lovil větší kořist, než byl on sám. Zatímco kondoři do mršin někdy vstupují přes tělní otvory, protože kůže savců může být velmi tvrdá, kůže ptáků je mnohem měkčí a orel Haastův tak byl schopen bez problémů ptačí kůži rozdrásat, aby se dostal k masu a vnitřnostem, které patrně byly preferovanými částmi jeho stravy. To vedlo autory studie z roku 2021 ke spekulaci, že hlava a krk orla Haastova byly neopeřené stejně jako u kondorů. Tuto hypotézu by podporovala i dobová maorská skalní malba, na které je vyobrazen velký dravec, u kterého je celé tělo černě vybarveno kromě hlavy a krku. I morfologická studie z roku 2018 podporuje tezi, že orel Haastův se krmil jako kondor či sup spíše než jako orel. Svědčí o tom totiž i dobře vyvinutá mozkovna, jejíž tvar je u ptáků klíčovým indikátorem potravních návyků. U orla Haastova je mozkovna velmi podobná kondoru andskému. Mozkovna umožnila mocný tah vzhůru, což je typický způsob porcování kořisti u supů a kondorů, kteří nejdříve uchopí kořist svými drápy, načež zaryjí zobák do měkké tkáně a silným tahem vzhůru naporcují kořist.
Vzhledem k mohutným drápům a energetické náročnosti lovu se předpokládá, že orel Haastův nelovil ptáky menší než kakapo soví nebo slípka novozélandská. Menší ptáci by se mu totiž špatně drželi v mohutných pařátech. Vedle ptáků moa do běžného jídelníčku orla Haastova tak patřila ještě obří nelétavá husa Cnemiornis calcitrans. Spíše výjimečně mohl ulovit i velké chřástaly z rodu Aptornis, kteří však byli dosti vzácní na to, aby tvořili běžnou část jeho potravy. Občas patrně ulovil ještě některého z větších druhů vrubozubých. Orel Haastův byl dost velký na to, aby odnesl dítě nebo zabil na dospělého člověka, důkazy o takovém počínání však chybí.

## Vyhynutí

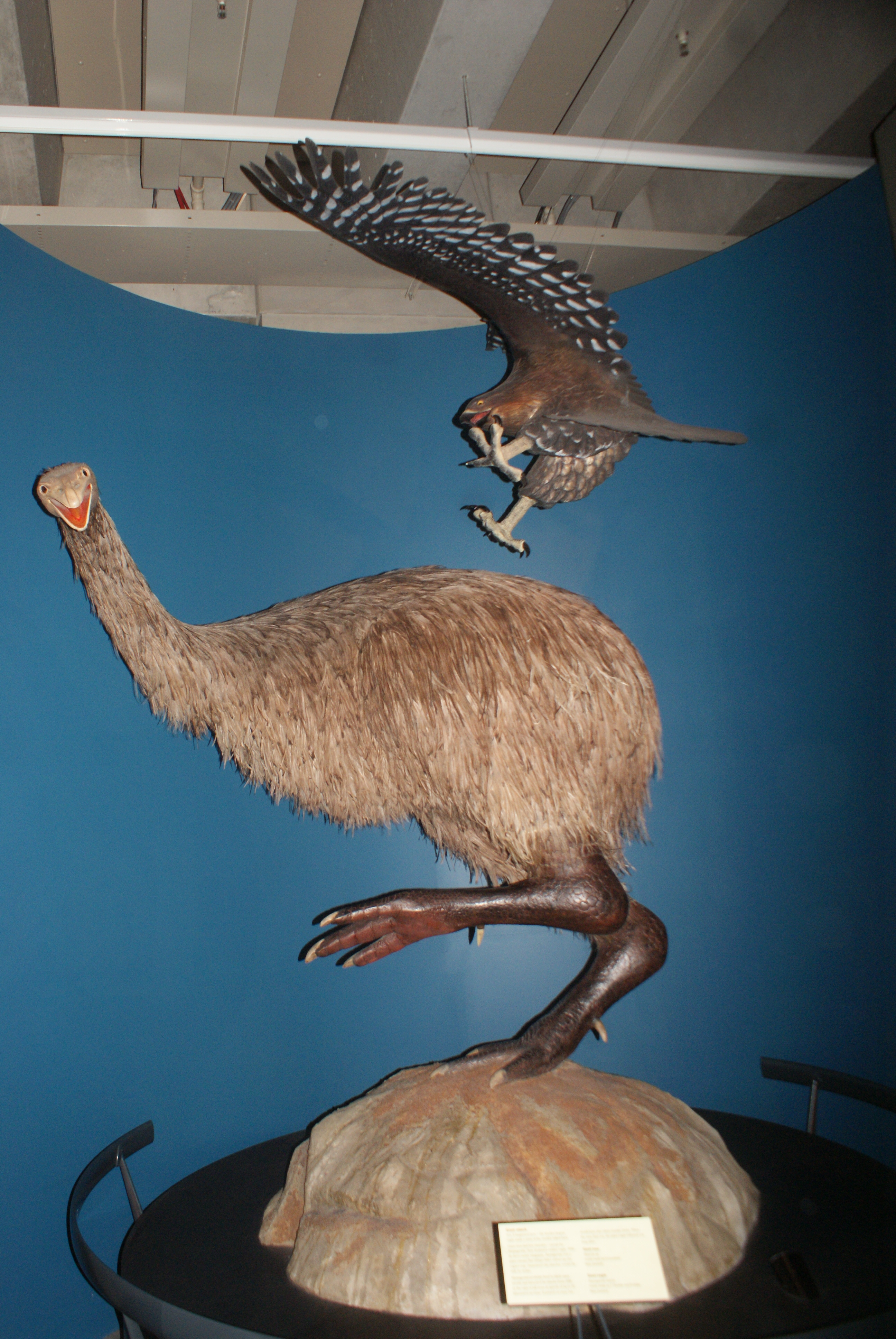
Umělecká představa orla Haastova při útoku na moa (muzeum Te Papa)

Z nálezů kosterních pozůstatků orla Haastova v maorských sídlištích je zřejmé, že vyhynul po příchodu Polynésanů na Nový Zéland (konec 13. století). Vedle kostí se v tomto ohledu lze opřít i o jeskynní malby z Canterbury a Otaga, které zobrazují velké dravce, s největší pravděpodobností orly Haastovy. Maorská ústní tradice se o nich rovněž zmiňuje. Na příčině vyhynutí se vědci shodnou – a sice vyhubení ptáků moa, jejich hlavní kořisti. Orel Haastův navíc představoval přímého potravního konkurenta Maorů, takže byl lidmi i přímo pronásledován. V maorské ústní tradici se navíc vypráví, že orel Haastův loví děti i dospělé, což jen přispělo k jejich tvrdšímu pronásledování. Svůj podíl na vymizení orla Haastova a ptáků moa měl i úbytek stanovišť následkem vypalování vegetace Maory.
Orel Haastův patrně vyhynul krátce po ptácích moa, kteří vyhynuli někdy mezi lety 1400–1500. V literatuře se nicméně občas spekuluje, že v některých oblastech Nového Zélandu mohl přežít i déle. Nový Zéland je totiž topograficky bohatým geomorfologickým celkem s řadou těžko přístupných oblastí, kde by menší populace orlů Haastových mohla přežít až do příchodu Evropanů v 18. století. Často diskutovaným je záznam dvou odstřelených „velkých dravců“ (large hawks), které zastřelil jistý Charles („Charlie“) Douglas v odlehlém údolí Landsborough na jihozápadě Jižního ostrova v 60. letech 19. století. Mohlo se jednat o motáky tichomořské (Circus approximans), nicméně Douglasem udávané rozměry by spíše odpovídaly orlu Haastovu. Novozélandský ornitolog Richard Holdaway ve svém článku z roku 2021 spekuluje, že údolí Landsborough mohlo poskytnout vhodný habitat pro orly Haastovy, kteří se tam mohli živit chřástalem wekou a slípkou novozélandskou. Holdaway považuje za nepravděpodobné, že by Douglas ve své zprávě o rozměrech odstřelených dravců přeháněl, protože orel Haastův v té době ještě nebyl objeven, takže Holdaway by neměl dost dobrý důvod si vymýšlet, že odstřelil něco, o čemž ještě nikdo nevěděl, že existovalo.

## Odkaz v kultuře

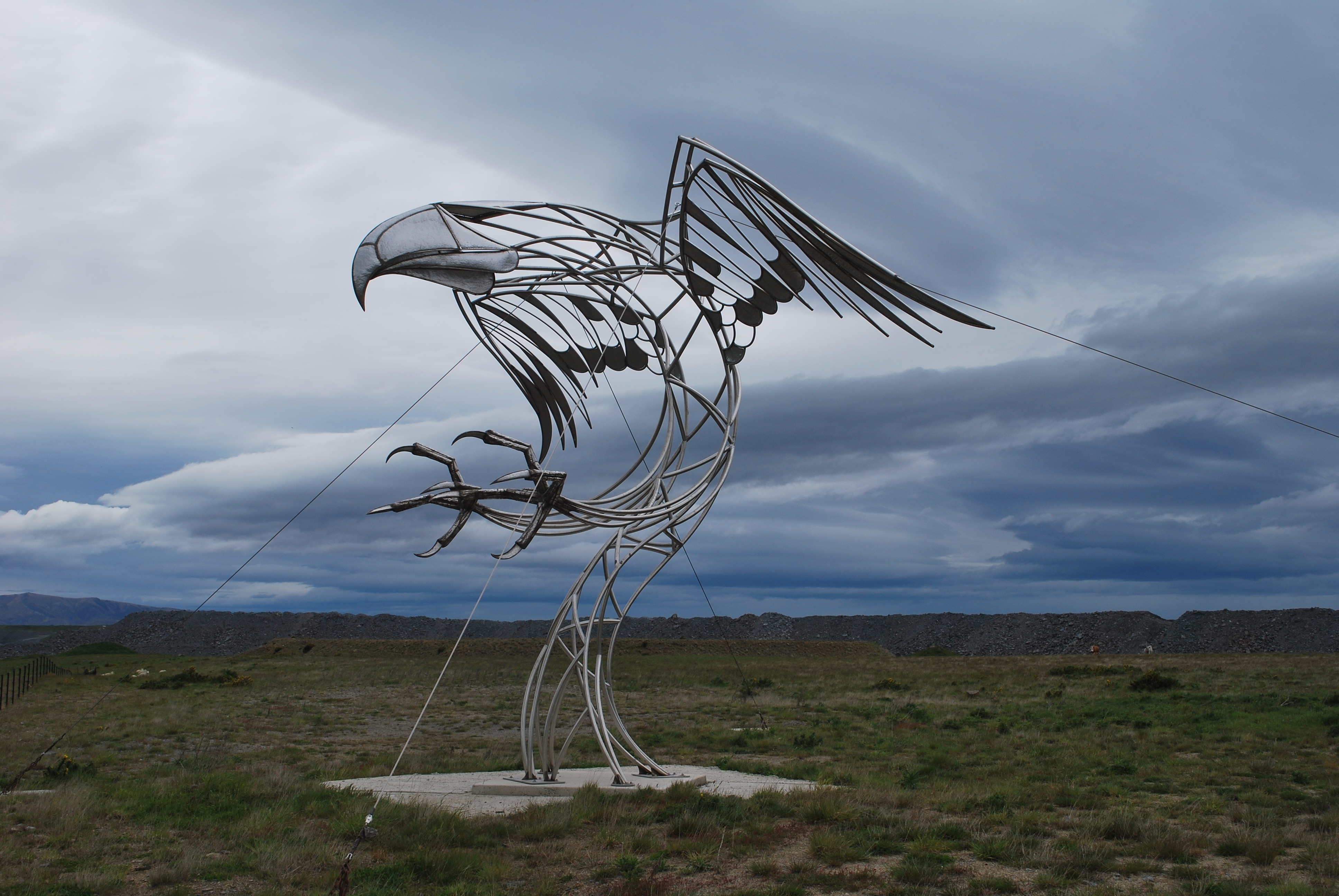
Socha orla Haastova v Otagu

Lze předpokládat, že orel Haastův vzbuzoval u Maorů velkou úctu i strach. Představoval by mocné totemové zvíře a snad se k němu vázaly i dávné rituály, i když v ústní tradici Maorů takový odkaz není. Má se za to, že potenciálně komplexní tradice kolem orlů Haastových padla v zapomnění brzy po jejich vyhynutí. Velikost populace Maorů z Jižního ostrova totiž nikdy nebyla nijak velká, a po vybití ptáků moa a dramatickém poklesu populací ploutvonožců se Maorové zaměřovali na jiné tvory, které jim poskytovaly obživu (zejména mořské živočichy). Někdy po vyhynutí ptáků moa navíc Maorové z Jižního ostrova čelili nájezdům maorských kmenů ze Severního ostrova, které nakonec Maory z Jižního ostrova asimilovaly do své vlastní kultury, takže mýty a tradice Maorů z Jižního ostrova byly v zásadě nahrazeny těmi ze Severního ostrova.
Do dnešních dní se dochovaly dva hlavní mýty, o kterých lze takřka s jistotou konstatovat, že byly inspirovány orly Haastovými. Jedná se o mýty o Te Pouākai a Te Hōkioi. Mýtus o Te Pouākai má řadu různých verzí, které všechny vypráví o mocném, obrovském ptáku, jenž požírá lidi. Podle jedné z těchto verzí Te Pouākai žije v zemi Hawaiki (mytická původní domovina Polynésanů), kde se krmí na jejích obyvatelích. Jednoho dne se dva maorští kmenoví náčelníci (rangatira) spolu s svým doprovodem plavili po moři, avšak bouře je zanesla na pevninu, kde žil Te Pouākai. Skupina Maorů se rozhodla orla ulovit, k čemuž postavili silný dřevěný dům vyplněný velkým počtem kůlů, do kterých by orel narazil a bylo by snadné jej ulovit. Jeden z členů skupiny poté orla nalákal do domu, kde byl po vyčerpávajícím boji nakonec zabit.

Mýtus o Te Hōkioi vypráví o obřím ptáku, který podle některých tradic žil na vrcholcích hor, podle jiných tradic v nebesích. Podle jednoho z mýtů se jednou moták tichomořský a orel Haastův přeli o to, kdo je silnější. Spor se rozhodli vyřešit pokusem o doletění do nebes. Když se při letu zhoršilo počasí, moták se vrátil zpět na zem, avšak Te Hōkioi doletěl až do nebes. Te Hōkioi byl spojován s válčením a jeho volání bylo považováno za špatné znamení. Podle některých maorských tradic je samotné jméno Hōkioi (někdy též psáno jako Hākuwai) zvukomalebného původu a orel údajně při letu vydával zvuky přepisované jako hōkioi, hkioi hū. Jiné tradice zase tvrdí, že poslední slabika hū nebyla hlasovým projevem, ale mechanický zvuk vydávaný křídly. Podle některých vyprávění Te Hōkioi létal v noci, což se dokonce promítlo do krátkého pořekadla (whakatauki) „netopýr létá večer, Te Hōkioi v noci“.

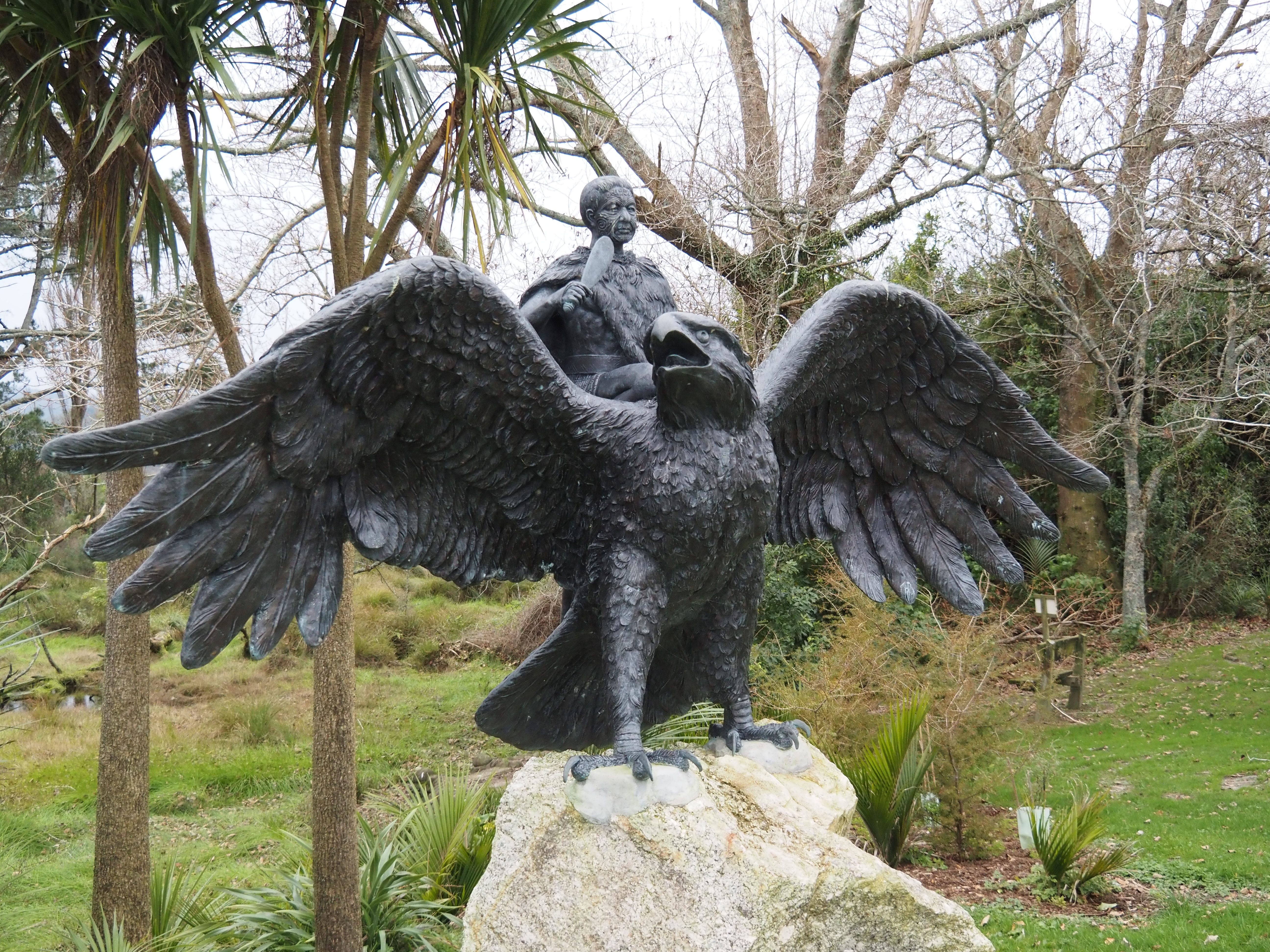
Sousoší Te Maia Kahurangi v Karamea

Z jihovýchodního pobřeží Severního ostrova pochází příběh o tom, jak náčelník Te Maia z kmene Ngāti Kahungunu dovedl svůj kmen přes Cookův průliv do oblasti Nelsonu. O několik let později objevil jeskyni s obřím hnízdem a vejcem orla Haastova. Te Maia mládě orla vychoval a když vyrostlo, létal na jeho hřbetě po celém Kahurangi (oblast na severu Jižního ostrova). Orel Haastův je považován za spirituálního ochránce oblasti Karamea, kde mu a Ta Maiovi byla v roce 2022 odhalena socha v životní velikosti. Další sochy ve veřejném prostoru se nacházejí např. v Otagu nebo Waikaia (Southland). Orel Haastův se objevil na několika známkách a v roce 2016 byl zobrazen na Novozélandské výroční stříbrné minci, což je speciální série pětidolarových mincí s omezeným nákladem, která každý rok připomíná jinou událost nebo významné zvíře.
Z hmotných důkazů zachycujících vztah Maorů a orlů Haastových se dochovalo např. šídlo z kosti, které bylo s největší pravděpodobností vyrobeno z čerstvě uloveného jedince. Známo je i několik jeskynních maleb, které zobrazují velkého dravce, s největší pravděpodobností orla Haastova. K těm patří vyobrazení na stěně skalního přístřešku v průsmyku Weka (nedaleko již zmíněného Glenmarku v severním Canterbury), které zachycuje dravce se silnýma nohama a velkým pařátem. Další vyobrazení se dochovalo v přístřešku v Craigmore v jižním Canterbury.